# テンパちゃん
テンパちゃんは、日本で活動していたお笑いコンビである。所属事務所はワタナベエンターテインメントに所属していた。

## メンバー
- 釘宮 直樹(くぎみや なおき、1981年6月11日（44歳）-)

立ち位置は左。血液型はO型。ツッコミ担当。
特技は手品。
- 実崎 弘太郎(じつざき こうたろう、1982年4月7日（43歳）-)

立ち位置は右。血液型はA型。ボケ担当。
中学生時代にサッカーで大分県選抜チームのメンバーに選ばれ、高校生時代にはラグビーで全国大会ベスト16のチームの選手となった。
ともに料理が得意。

## 来歴・芸風
二人ともに大分県出身。2005年4月にワタナベコメディスクール2期生として入学、翌2006年3月に卒業。
日本語を使わず、でたらめな中国語などの外国語でコントを進めるなどのネタがある。『爆笑ホワイトカーペット』では、このネタを演じた。
当初は東京で活動していたが、その後ワタナベエンターテインメント九州事業本部に移籍。2010年に解散し、ともに引退した。
2017年に釘宮が家族Youtubeチャンネル「かえるのコはカエルCH」を開設し、YouTuberとして活動開始。実崎とも共演している。

### 戦歴
- M-1グランプリ2008二回戦進出
- キングオブコント2008二回戦進出

## 出演番組
- グルニエ★少年少女 レギュラー
- 爆笑ホワイトカーペット（フジテレビ）- 2009年4月4日
- 爆笑レッドカーペット

共にキャッチコピーは「博多発 最終兵器」